# Phplist
A phplist PHP-ben írt nyílt forráskódú hírlevélkezelő, mely MySQL adatbázisban tárolja az adatokat.

## Rövid ismertető
A webkiszolgálón futó szoftver segítségével a weblap adminisztrátorai webalapú hírlevél-megrendelő rendszert telepíthetnek, ahol a felhasználók feliratkozhatnak az óhajtott hírlevélre. Szükség esetén több listát készíthetünk, a felhasználók kiválaszthatják, hogy melyiket rendelik meg.
A hírlevelet nagyszámú feliratkozónak küldhetjük ki. Az üzenet arculatát, megjelenését sablonokkal tehetjük esztétikusabbá. A postázandó hírleveleket tulajdonságok beszúrásával tehetjük minden feliratkozó számára személyre szabottá. Szolgáltatásait kiegészítőkkel, beépülő modulokkal bővíthetjük.

## Fontosabb funkciói
- A phplist egy egyutas e-mail közleménykézbesítő rendszer automatizált feliratkozáskezeléssel. Gyakran használják elektronikus hírlevelek, értesítések stb. postázásához.
- Webes kezelőfelületen írhatjuk meg és küldhetjük az üzeneteket, ill. kezelhetjük a phplistet.
- 100 000+ feliratkozó. A phplistet több ezer feliratkozó kezelésére tervezték.
- Kétszer visszaigazolt feliratkozás, mely segít kiszűrni a hamis megrendeléseket, s sok országban megfelel a levélszemét-szűrési követelményeknek.
- A megnyitások/elolvasások követése. Ez ad nem pontos statisztikai adatot, mivel adatvédelmi és biztonsági szabályok miatt egyes asztali levelezőprogramok (pl. Mozilla Thunderbird) és némely webmail kliens (pl. Gmail, Hotmail stb.) blokkolja a képeket.
- Kattintások követése. A hírlevélben megadott webcímekre történő kattintások figyeléséhez.
- Több rendelési oldal, melyeken sablonok, nyelvek, felhasználói tulajdonságok és listák különféle kombinációi közül választhatunk.
- Teljesen testre szabható sablonok
- Teljesen testre szabhatóak a feliratkozók tulajdonságai, mint például "név", "ország" és más személyi adat.
- Szöveges és/vagy HTML-formátumú üzenetek. Mi dönthetjük el, hogy melyik legyen az alapértelmezett formátum, melyet a feliratkozók választhatnak ki.
- Több listaadminisztrátor. A főadminisztrátor listaadminisztrátorokhoz rendelheti hozzá a listákat, akik kezelhetik a felhasználókat és a listákat. A főadminisztrátor készítheti elő az üzeneteket, melyeket a listaadminisztrátorok kiküldhetnek a listáikra.
- Feliratkozók beállításai. Minden üzenet személyre szabott URL-címeket tartalmaz a feliratkozók számára, ahol módosíthatják beállításaikat vagy lemondhatják a hírlevelet. A legtöbb hasonló szoftvertől eltérően a phplistben a feliratkozók módosíthatják az e-mail címüket.
- A visszapattanók feldolgozásával tisztán tarthatjuk az adatbázist a nem használt és nem létező e-mail címektől.
- Fejlett visszapattanó-kezelés: Megtanítható a phplist arra, hogy meg tudja különböztetni a végleges és az ideiglenes üzenetkézbesítési hibákat.

CSV importálás és exportálás. Meglévő listákat CSV vagy tabulált szöveg formátumban importálhatunk, illetve exportálhatunk. A phplist adatbázis "idegen kulcsa" segít az adatbázisok több példányának szinkronizálásában, a felhasználók megkettőzése nélkül.
- Mellékletek tölthetők fel és csatolhatók az üzenetekhez.
- Weboldal küldése. Adjuk meg a phplistnek a felhasználóknak elküldendő weboldal URL-címét, s a phplist betölti és elküldi azt. Akár feliratkozó-specifikus paramétereket is tehetünk az URL-címbe.
- RSS-csatornákat automatikusan küldhetünk naponta, hetente vagy havonta.
- Automatikusan készíthetők PDF-üzenetek és küldhetők el mellékletként, ami biztosítja, hogy valamennyi feliratkozó úgy lássa, ahogy megterveztük.
- Csoportos feldolgozás, mely megosztott kiszolgálókon hasznos. Megadhatjuk, hogy hány üzenet küldhető el egy bizonyos időtartam alatt.
- Ütemterv szerinti küldés. Megadhatjuk a phplistnek, hogy mikor kell elküldenie az üzenetet.
- Ismétlődés. Az üzenet automatikusan ismételhető a frissített dinamikus tartalom és mellékletek küldéséhez.

## Integráció webes alkalmazásokkal
A phplist népszerűségét mi sem jellemzi jobban, hogy együtt tud működni jó néhány más webes alkalmazással. Összekapcsolható például a Drupal és a Joomla! tartalomkezelő rendszerrel, a Zen Cart és a PrestaShop e-kereskedelmi rendszerrel.